# Yaftal-e Sufla
Yaftal-e Sufla (persiska: ٰیَفتَلِ سُفلی) är ett distrikt i Afghanistan.   Det ligger i provinsen Badakhshan, i den nordöstra delen av landet, 300 kilometer norr om huvudstaden Kabul.
Distriktet beräknades år 2022 ha cirka 62 000 invånare.